# Agrégation de l'enseignement du second degré
En France, les concours d’agrégation de l'enseignement du second degré sont des concours servant au recrutement des professeurs agrégés de l'enseignement du second degré,.
Les concours sont ouverts aux titulaires d'un master.

## Déroulement du concours
Les concours de recrutement externes et internes sont organisés par sections (disciplines), qui peuvent comprendre des options. Les sections et options dans lesquelles les concours sont ouverts ainsi que les modalités d'organisation des concours sont fixées chaque année par un arrêté conjoint du ministre de l'Éducation nationale et du ministre chargé de la Fonction publique.

### Épreuves
Les concours comportent plusieurs parties :
- des épreuves écrites d'admissibilité, où une place centrale est donnée à la dissertation dans les disciplines littéraires et au devoir sur table dans les sciences exactes, au cours d'épreuves qui durent de cinq à sept heures ;
- des épreuves orales d'admission, où une place centrale est donnée à la leçon, cours de 40 minutes - préparé pendant quatre à cinq heures en loge - suivi de 20 minutes de questions du jury ;
- des épreuves pratiques, où le candidat doit montrer son aptitude en face de problèmes de mise en œuvre dans une situation d'enseignement[4],[5].

Les épreuves écrites sont anonymes. Lors des épreuves orales, dans le même esprit d'anonymat et d'évaluation du seul savoir, les candidats ne doivent pas faire mention de leur parcours ou de leur situation personnelle.
Les épreuves écrites ont généralement lieu au mois de mars ou avril, et les résultats d'admissibilité sont publiés un à deux mois après. 
Les épreuves orales ont généralement lieu au mois de mai ou juin, et les résultats d'admission sont publiés peu après les derniers oraux. 
Les candidats sont reçus selon la moyenne des notes qu'ils ont obtenues aux différentes épreuves d'admissibilité (écrit) et d'admission (oral), chacune affectée d'un coefficient qui peut varier d'une discipline à l'autre.

### Jury
Un jury est institué pour chacune des sections, et éventuellement options et pour chacune des deux parties du concours. Chaque jury comprend un président et, si besoin, un ou plusieurs vice-présidents. 
- Le président et les vice-présidents sont nommés par le ministre chargé de l'éducation, sur proposition du directeur chargé des personnels enseignants. Le président est choisi parmi les inspecteurs généraux de l'éducation nationale, les professeurs des universités et les maîtres de conférences.
- Le ou les vice-présidents sont choisis parmi les membres des corps précédemment cités et les inspecteurs d'académie-inspecteurs pédagogiques régionaux.
- Les membres du jury sont nommés par le ministre chargé de l'éducation. Ils sont choisis, sur proposition du président, parmi les inspecteurs généraux de l'éducation nationale, les inspecteurs d'académie-inspecteurs pédagogiques régionaux, les personnels de direction d'établissement ou de formation relevant du ministre chargé de l'éducation, les membres des corps enseignants de l'enseignement supérieur, les professeurs agrégés et assimilés.

Les jurys peuvent, également, comprendre des personnes choisies en fonction de leurs compétences particulières.
Le jury peut se diviser en plusieurs groupes d'examinateurs.

## Sélectivité
En moyenne sur les dernières années, la sélectivité mesurée par le nombre de candidats reçus par rapport aux nombres de candidats présents aux épreuves écrites est de 15 %, ce qui en fait un des concours les plus sélectifs de France.
Un quart des lauréats de l'agrégation externe est issu des Écoles normales supérieures.
Un rang de classement est attribué à chaque lauréat. Le candidat reçu premier est appelé « major » (ou « cacique » pour les littéraires).
|                              | 2008   | 2009   | 2010   | 2011   | 2012   | 2013   | 2014   | 2015   | 2016   | 2017   | 2018   | 2019   | 2020   |
| ---------------------------- | ------ | ------ | ------ | ------ | ------ | ------ | ------ | ------ | ------ | ------ | ------ | ------ | ------ |
| Candidats inscrits           | 21 959 | 19 535 | 20 131 | 19 761 | 21 694 | 23 838 | 21 357 | 22 397 | 24 735 | 25 058 | 23 640 | 21 286 | 19 959 |
| Candidats présents           | 11 556 | 10 553 | 9 358  | 7 387  | 8 323  | 9 645  | 10 332 | 11 378 | 10 681 | 10 290 | 9 598  | 8 901  | 8 958  |
| Candidats admis              | 1 244  | 1 240  | 1 226  | 1 170  | 1 244  | 1 494  | 1 475  | 1 725  | 1 766  | 1 709  | 1 443  | 1 439  | 1 473  |
| Sélectivité (admis/présents) | 10,8%  | 11,8%  | 13,1%  | 15,8%  | 14,9%  | 15,5%  | 14,3%  | 15,2%  | 16,5%  | 16,6%  | 15,0%  | 16,2%  | 16,4%  |

## Conditions d'inscription
Depuis 2011, pour se présenter aux concours externes il faut, à la date de publication des résultats d'admissibilité aux concours, être titulaire du diplôme national de master ou d'un titre ou diplôme reconnu équivalent par le ministre chargé de l'éducation (ces diplômes pouvant être des diplômes d'autres disciplines que celle du concours auquel se présente le candidat). Les titres et diplômes équivalents sont fixés par l'arrêté du 9 septembre 2013. L'arrêté établit en particulier que sont équivalents au diplôme national de master pour ces concours :
- tout diplôme conférant le grade de master à son titulaire (ex : un diplôme d'ingénieur obtenu depuis 1999) ;
- tout titre ou diplôme sanctionnant un cycle d'études postsecondaires de cinq années, acquis en France ou dans un autre État ;
- tout titre ou diplôme classé au niveau 7 du répertoire national des certifications professionnelles.

De plus, sont dispensés de la détention du master, toutes les personnes étant ou ayant été professeurs certifiés, professeurs d'éducation physique et sportive, professeurs de lycée professionnel et professeurs des écoles, dans l'enseignement public ou privé.
Les concours internes sont réservés aux fonctionnaires et aux maîtres des établissements d'enseignement privés sous contrat ayant au moins cinq années d'ancienneté, y compris en tant que stagiaire, et étant titulaire du master ou d'un diplôme équivalent. Néanmoins jusqu'à la session 2015, les titres et diplômes établis par l'arrêté du 21 juillet 1993 restent valables pour les candidats ayant été recrutés avant 2009. De plus, comme pour les concours externes, sont dispensés de la détention du master, toutes les personnes étant ou ayant été professeurs certifiés, professeurs d'éducation physique et sportive, professeurs de lycée professionnel et professeurs des écoles, dans l'enseignement public ou privé.
Des préparations aux épreuves des concours sont faites dans les universités et les écoles normales supérieures. L'inscription au concours lui-même se fait auprès du rectorat de son académie à la fin du mois de janvier, et est indépendante de l'inscription à la préparation.

## Histoire

### Hommes
Sous l'Ancien Régime, agréger voulait usuellement dire « associer quelqu'un à un corps, à une compagnie, pour jouir des mêmes prérogatives et des mêmes honneurs que ceux qui en font partie. »
Le premier concours d'agrégation national de l'Université paraît être en France celui de la faculté de droit institué par les réformes de Colbert en 1679.
Le concours d'agrégation de la faculté des arts est apparu en 1766 au sein de l’université de Paris. Il visait à pallier la carence de personnel enseignant provoquée par la soudaine expulsion des Jésuites décidée en 1764. En effet, les Jésuites assuraient l'enseignement dans 105 collèges du royaume (avec environ 600 professeurs). Leur départ subit provoqua une demande d'enseignants et posa le problème de leur recrutement. Les collèges, via leur bureau d'administration, avaient en effet à l'époque tendance à recruter parmi leurs anciens élèves ou parmi les clercs du diocèse. Un concours d'agrégation est donc institué par les lettres patentes des 3 mai et 10 août 1766 pour les trois classes : philosophie, belles lettres et grammaire. Il se limite aux recrutements dans dix collèges de la faculté des arts de l'université de Paris. Le concours comprend des épreuves écrites et orales, les candidats devant être maîtres ès arts. Le jury du concours comprend des professeurs de la faculté des arts et des bacheliers en théologie, droit et médecine, il est désigné par le procureur général du parlement de Paris. Les lauréats du concours deviennent des « stagiaires » appelés à devenir professeurs lors d'une vacance. Il y a en tout 60 postes de stagiaires, 20 pour chaque classe. La majorité des candidats sont prêtres, diacres ou clercs. Ce concours disparaît avec le reste du système universitaire d'Ancien Régime en 1793.
Un concours d'agrégation avait été organisé pour toutes les anciennes communautés des métiers jurés des villes après leur première suppression en 1776 par Turgot. Des tableaux furent publiés pour chacun de ces nouveaux corps nationaux, dont les membres portaient les titres d'agrégés en la maçonnerie, la charpenterie, etc., après avoir payé à l'État leur droit d'entrée (la patente). Ce concours d'agrégation pour les maîtres des métiers est rapidement suspendu lorsque les mesures de Turgot sont rapportées, puis définitivement avec toutes les organisations professionnelles par la Loi Le Chapelier en 1790.
Les concours d'agrégation sont recréés par le décret du 17 mars 1808 pour l'enseignement secondaire et organisés par le statut du 6 février 1821. Entre 1809 et 1821, le titre d'agrégé est donné après entretien, pour un emploi spécifique dans un établissement spécifique. Il concerne trois spécialités : lettres, grammaire et sciences. D'autres spécialités apparaissent ultérieurement : la philosophie en 1828, l'histoire en 1830, les mathématiques et les sciences physiques et naturelles en 1841. Comme durant l'Ancien Régime, le concours de l'agrégation sert à l'origine à recruter des « agrégés » et non des « professeurs ». Les agrégés de l'Université sont, d'après le statut du 6 février 1821, « des fonctionnaires chargés de remplacer les professeurs, et destinés à devenir professeurs eux-mêmes » dans les collèges (classes de 5e à 3e et collèges royaux (lycées)). De plus « les places d'agrégé sont données au concours », fixé par le décret du 10 avril 1852 et le règlement du 21 février 1853. Enfin, « tout agrégé qui refuserait d'accepter les fonctions auxquelles il aurait été nommé par le conseil royal, perdrait le traitement et titre d'agrégé ». Ils reçoivent, en leur simple qualité d'agrégés, et jusqu'à ce qu'ils soient nommés professeurs dans un collège royal (lycée), un traitement annuel de 500 francs (Ordonnance royale du 17 janvier 1839, article 1). Cependant, les agrégés acquièrent peu à peu le monopole du recrutement comme professeurs des lycées. À l'origine, les agrégés et professeurs de lycées qui enseignaient dans les classes terminales et préparatoires (belles lettres et mathématiques spéciales) devaient être docteurs ès sciences ou ès lettres. De nos jours les professeurs agrégés enseignant dans ces classes ne sont plus astreints à cette obligation.[réf. nécessaire]
Aujourd'hui, il existe de nombreuses agrégations, tant dans des matières d'enseignement général que dans des matières technologiques.

### Femmes
Les premières femmes agrégées sont reçues en 1883 (6 en lettres et 6 en sciences), une agrégation féminine étant créée cette année-là pour ces deux grandes matières, deux ans après la fondation de l'École normale supérieure de jeunes filles (dite « Sèvres) » ; elle n'a pas les mêmes exigences et les mêmes finalités que l'agrégation masculine, laquelle peut ouvrir pour ses lauréats l'accès au monde universitaire, tandis que les femmes passant l'agrégation féminine se destinent initialement uniquement à enseigner dans les lycées de jeunes filles. Toutefois, les femmes sont aussi autorisées à concourir à l'agrégation de langues vivantes, jusque là exclusivement masculine, et la même année, deux candidates sont agrégées à ce titre, l'une en anglais, l'autre en allemand. L'arrêté du 29 juillet 1885 donne son statut moderne au concours de l'agrégation, avec des compositions écrites de 4 à 7 heures et des épreuves orales sous forme de leçons. 
À la suite de la Première Guerre mondiale, les étudiantes peuvent aussi tenter le concours de l'agrégation masculine, plus prestigieux, mais inenvisageable pour la majorité des jeunes filles puisqu'il nécessite de posséder le baccalauréat, auquel les lycées de jeunes filles ne préparent pas ; celles qui l'envisagent doivent donc suivre des cours complémentaires privés, notamment pour apprendre le latin. Elles ne présentent donc pas le concours de Sèvres, mais celui de l'ENS Ulm, établissement très majoritairement masculin et qui offre une meilleure préparation à l'agrégation. Le concours féminin est toutefois jugé plus difficile : les compétences demandées sont plus polyvalentes, et les candidates doivent entièrement faire appel à leur mémoire en l'absence de tout matériel de référence (dictionnaires de langues, cartes, documents—y compris en histoire de l'art où aucune reproduction n'est proposée), contrairement à leurs homologues passant le concours masculin.
En 1920, est créée une Société des agrégées, qui milite pour réduire les inégalités entre hommes et femmes professeurs,.
En 1919, est créé un baccalauréat féminin puis, en 1924, les programmes des baccalauréats des garçons et des filles deviennent identiques. L'augmentation du nombre d'élèves dans les lycées de jeunes filles et de nouvelles exigences quant à leur niveau commandent en effet d'avoir des enseignantes mieux formées. De plus en plus d'élèves se mettant à préparer le baccalauréat, qui compte un cours de philosophie et alors que l'agrégation féminine de philosophie n'existe pas, la Société des agrégées ne souhaite pas voir arriver des professeurs masculins dans ses établissements de jeunes filles. Le ministère finit donc, par arrêté du 17 mars 1924, par accepter que les jeunes filles puissent prétendre à toutes les agrégations masculines, afin de former un vivier d'enseignantes, notamment en philosophie.
Une réforme du concours de l'agrégation à la fin des années 1920 permet aux jeunes filles souhaitant passer l'agrégation masculine de suivre des cours à l'Université. Elles restent rares mais, en 1934, on compte malgré tout 70 femmes titulaires de l'agrégation masculine depuis le début du siècle. À la fin de l'entre-deux-guerres et selon des temporalités différentes en fonction des matières, les épreuves de l'agrégation féminine tendent à rejoindre celles de l'agrégation masculine. À cette époque est surtout posée la question de la fusion des concours de recrutement masculins et féminins, qui faillit aboutir en 1938, mais avorta. Ce projet d'assimilation se heurte en effet à des réticences politiques, économiques et morales : distinguer deux concours permet en effet de payer les femmes enseignantes avec un salaire moindre en ces temps de crise économique ; par ailleurs persistent de forts préjugés contre les femmes. 
Un arrêté de 1941 interdit aux femmes de se présenter à l'agrégation masculine quand il existe déjà une agrégation féminine dans la matière. Cette mesure n'est pas remise en cause à la Libération. On compte donc après la guerre quatre régimes de concours d'agrégation : mixtes depuis leur origine (les langues vivantes), mixtes à partir de 1924 et rendus seulement masculins lors de la Seconde Guerre mondiale (car il existe déjà une agrégation féminine dans la matière, comme pour les lettres, l'histoire et les mathématiques), les agrégations masculines qui recrutent des femmes depuis 1924 et n'ont pas d'équivalent féminin (philosophie, sciences naturelles) et de nouvelles agrégations créées après la guerre qui sont aussi ouvertes aux femmes (lettres modernes, biochimie, etc.). 
Après la réforme universitaire de 1966, le diplôme minimal requis pour participer à l'agrégation devient la maîtrise (ou équivalent). Jusqu'en 1975, certains concours d'agrégation restent séparés pour les femmes et les hommes. À partir de 1976, l'ensemble des concours devient mixte, comme ceux de la fonction publique (Françoise Giroud étant secrétaire d'État chargée de la Condition féminine).

## Liste des agrégations de l'enseignement du second degré
Il y a au total 19 sections, dont plusieurs se décomposent en spécialités (notamment la section langues vivantes étrangères), ce qui donne 47 mentions différentes.
Après la création d'un CAPES en 2020, en mars 2021 le ministre de l'Éducation nationale Jean-Michel Blanquer annonce devant la commission de l'Éducation de l'Assemblée nationale la création d'une agrégation d'informatique.

### Enseignement des langues vivantes
- Agrégation de langue vivante étrangère :
  - Agrégation d'allemand
  - Agrégation d'anglais
  - Agrégation d'arabe
  - Agrégation de chinois
  - Agrégation d'espagnol
  - Agrégation d'hébreu moderne
  - Agrégation d'italien
  - Agrégation de japonais
  - Agrégation de polonais[31]
  - Agrégation de portugais
  - Agrégation de néerlandais
  - Agrégation de russe
- Agrégation de langues de France[32],[33] :
  - option breton (premier concours en 2018)
  - option corse (premier concours en 2018)
  - option occitan-langue d'oc (premier concours en 2018)
  - option basque (premier concours prévu en 2019)
  - option catalan (premier concours prévu en 2019)
  - option créole (premier concours prévu en 2020)
  - option tahitien (premier concours prévu en 2020)

### Enseignement des lettres et sciences sociales
- Agrégation de géographie
- Agrégation de grammaire
- Agrégation d'histoire
- Agrégation de lettres classiques
- Agrégation de lettres modernes
- Agrégation de philosophie
- Agrégation de sciences économiques et sociales

### Enseignement des sciences fondamentales
- Agrégation de mathématiques
- Agrégation de sciences de la vie - sciences de la Terre et de l'Univers
- Agrégation de sciences physiques
  - option physique
  - option chimie
  - option physique appliquée
  - option procédés physico-chimiques
- Agrégation d'informatique

### Enseignement des sciences appliquées
- Agrégation de biochimie - génie biologique
- Agrégation d'économie et de gestion :
  - option A : administration et ressources humaines,
  - option B : finance et contrôle,
  - option C : marketing,
  - option D : système d’information,
  - option E : production de services.
- Agrégation de sciences industrielles de l'ingénieur :
  - option ingénierie des constructions
  - option ingénierie électrique
  - option ingénierie mécanique
  - option ingénierie informatique
- Agrégation de sciences médico-sociales

### Enseignements des arts
- Agrégation d'arts plastiques
- Agrégation de design et métiers d'art
- Agrégation de musique

### Enseignement d'éducation physique
- Agrégation d'éducation physique et sportive